# Atletica leggera femminile ai Giochi della XX Olimpiade
Ai Giochi della XX Olimpiade di Monaco 1972 sono stati assegnati 14 titoli nell'atletica leggera femminile.

## Calendario
| Gare        |             |                          |                          |            |   |   |            |            |                   |                   |    |    |
|             | 100 m       | 100 m                    |                          | 200 m      |   |   | 200 m      |            | Staffetta 4x100 m | Staffetta 4x100 m | 14 |    |
|             |             | 400 m                    | 400 m                    | 400 m      |   |   | 400 m      |            | Staffetta 4x400 m | Staffetta 4x400 m | 14 |    |
| 800 m       | 800 m       |                          | 800 m                    | 1500 m     |   |   | 1500 m     |            | 1500 m            |                   | 14 |    |
|             |             | Pentathlon (1ª giornata) | Pentathlon (2ª giornata) | 100 m ost. |   |   | 100 m ost. | 100 m ost. |                   |                   | 14 |    |
| Lungo       |             |                          | Alto                     | Alto       |   |   |            |            |                   |                   | 14 |    |
| Giavellotto | Giavellotto |                          |                          | Peso       |   |   | Peso       |            | Disco             | Disco             | 14 |    |
|             |             |                          |                          |            |   |   |            |            |                   |                   |    |    |
| Titoli      | 1           | 1                        | 1                        | 2          | 1 | - | -          | 3          | 1                 | 1                 | 3  | 14 |

|  | Qualificazioni |  | Finali |

Viene introdotto un giorno di riposo a metà del calendario. Il programma di alcune gare ruota attorno a questa giornata: le qualificazioni si disputano prima della pausa e la finale dopo. Ciò si verifica per: 200 metri, 400 metri piani, 1500 metri e Getto del peso. Viene introdotto un giorno di riposo anche tra semifinale e finale degli 800 metri (che si disputano prima della pausa). Stranamente, nei 100 metri hs il giorno di riposo si interpone tra batterie e semifinali, mentre non c'è un giorno di riposo semifinali e  finale.

Novità anche in pedana: per tutti i concorsi il turno di qualificazione non si svolge più nella stessa giornata della finale, ma il giorno prima. Fa eccezione il Lungo.
L'ordinario svolgimento delle gare viene turbato dall'attentato terroristico contro gli atleti israeliani. Il programma subisce le conseguenze dei due giorni di stop: 400 metri e 1500 m si disputano nell'arco di cinque giorni.

## Nuovi record
I nove record mondiali sono, per definizione, anche record olimpici.
| Fanno il loro esordio olimpico: | Fanno il loro esordio olimpico: | Staffetta 4x400 e 1500m 100h, che sostituiscono gli 80h        |
| Nuovo record mondiale in        | 9 specialità:                   | 100m, 200m, 1500m, 100h, 4x100, 4x400, Alto, Peso e Pentathlon |
| Nuovo record olimpico in altre  | 4 specialità:                   | 400m, 800m, Disco e Giavellotto.                               |

## Risultati delle gare
| Specialità | Oro                                                                             | Risultato | Argento                                                                      | Risultato | Bronzo                                                                | Risultato | Dettagli            |
| --- | ------------------------------------------------------------------------------- | --------- | ---------------------------------------------------------------------------- | --------- | --------------------------------------------------------------------- | --------- | ------------------- |
| 100 m | Renate Stecher                                                                  | 11"07     | Raelene Boyle                                                                | 11"23     | Silvia Chivás                                                         | 11"24     | Classifica completa |
| 200 m | Renate Stecher                                                                  | 22"40     | Raelene Boyle                                                                | 22"45     | Irena Szewińska                                                       | 22"80     | Classifica completa |
| 400 m | Monika Zehrt                                                                    | 51"08     | Rita Wilden                                                                  | 51"21     | Kathy Hammond                                                         | 51"64     | Classifica completa |
| 800 m | Hildegard Falck                                                                 | 1'58"55   | Nijolė Sabaitė                                                               | 1'58"65   | Gunhild Hoffmeister                                                   | 1'59"19   | Classifica completa |
| 1.500 m | Ljudmila Bragina                                                                | 4'01"4    | Gunhild Hoffmeister                                                          | 4'02"8    | Paola Pigni                                                           | 4'02"9    | Classifica completa |
| 100 m ostacoli | Annelie Ehrhardt                                                                | 12"59     | Valeria Bufanu                                                               | 12"84     | Karin Balzer                                                          | 12"90     | Classifica completa |
| Salto in alto | Ulrike Meyfarth                                                                 | 1,92 m    | Jordanka Blagojeva                                                           | 1,88 m    | Ilona Gusenbauer                                                      | 1,88 m    | Classifica completa |
| Salto in lungo | Heide Rosendahl                                                                 | 6,78 m    | Diana Jorgova                                                                | 6,77 m    | Eva Šuranová                                                          | 6,67 m    | Classifica completa |
| Getto del peso | Nadežda Čižova                                                                  | 21,03 m   | Margitta Gummel                                                              | 20,22 m   | Ivanka Hristova                                                       | 19,35 m   | Classifica completa |
| Lancio del disco | Faïna Mel'nyk                                                                   | 66,62 m   | Argentina Menis                                                              | 65,06 m   | Vasilka Stojeva                                                       | 64,34 m   | Classifica completa |
| Lancio del giavellotto | Ruth Fuchs                                                                      | 63,38 m   | Jacqueline Todten                                                            | 62,54 m   | Kate Schmidt                                                          | 59,94 m   | Classifica completa |
| Pentathlon | Mary Peters                                                                     | 4.801 p.  | Heide Rosendahl                                                              | 4.791 p.  | Burglinde Pollak                                                      | 4.768 p.  | Classifica completa |
| Staffetta 4×100 m | Germania Ovest Christiane Krause Ingrid Becker Annegret Richter Heide Rosendahl | 42"81     | Germania Est Evelyn Kaufer Christina Heinich Bärbel Struppert Renate Stecher | 42"95     | Cuba Marlene Elejarde Carmen Valdés Fulgencia Romay Silvia Chivás     | 43"36     | Classifica completa |
| Staffetta 4×400 m | Germania Est Dagmar Käsling Rita Kühne Helga Seidler Monika Zehrt               | 3'22"95   | Stati Uniti Mable Fergerson Madeline Manning Cheryl Toussaint Kathy Hammond  | 3'25"15   | Germania Ovest Anette Rückes Inge Bödding Hildegard Falck Rita Wilden | 3'26"51   | Classifica completa |
| record mondiale; record olimpico; record mondiale stagionale; record africano; record asiatico; record europeo; record nord-centroamericano e caraibico; record sudamericano; record oceaniano; record nazionale; record personale; record personale stagionale. |                                                                                 |           |                                                                              |           |                                                                       |           |                     |

Statistiche
Delle undici vincitrici di gare individuali di Città del Messico, solo Wyomia Tyus (100 piani) e Ingrid Becker (Pentathlon) hanno abbandonato l'attività agonistica. Le rimanenti nove si presentano per difendere il titolo.

Nessuna di loro riuscirà a confermarsi campionessa.

Sono sette le primatiste mondiali che vincono la loro gara a Monaco, nelle seguenti specialità: 800 metri, 1500 metri, 100 ostacoli, Salto in lungo, Peso, Disco e Giavellotto.